# Rinca
La isla de Rinca es una pequeña isla de Indonesia ubicada en las islas menores de la Sonda. Es famosa por albergar a los dragones de Komodo. Administrativamente, pertenece a la provincia de Nusatenggara Oriental (Indonesia).

## Geografía
Rinca se encuentra entre la isla de Komodo al oeste y la de Isla de Flores al este.

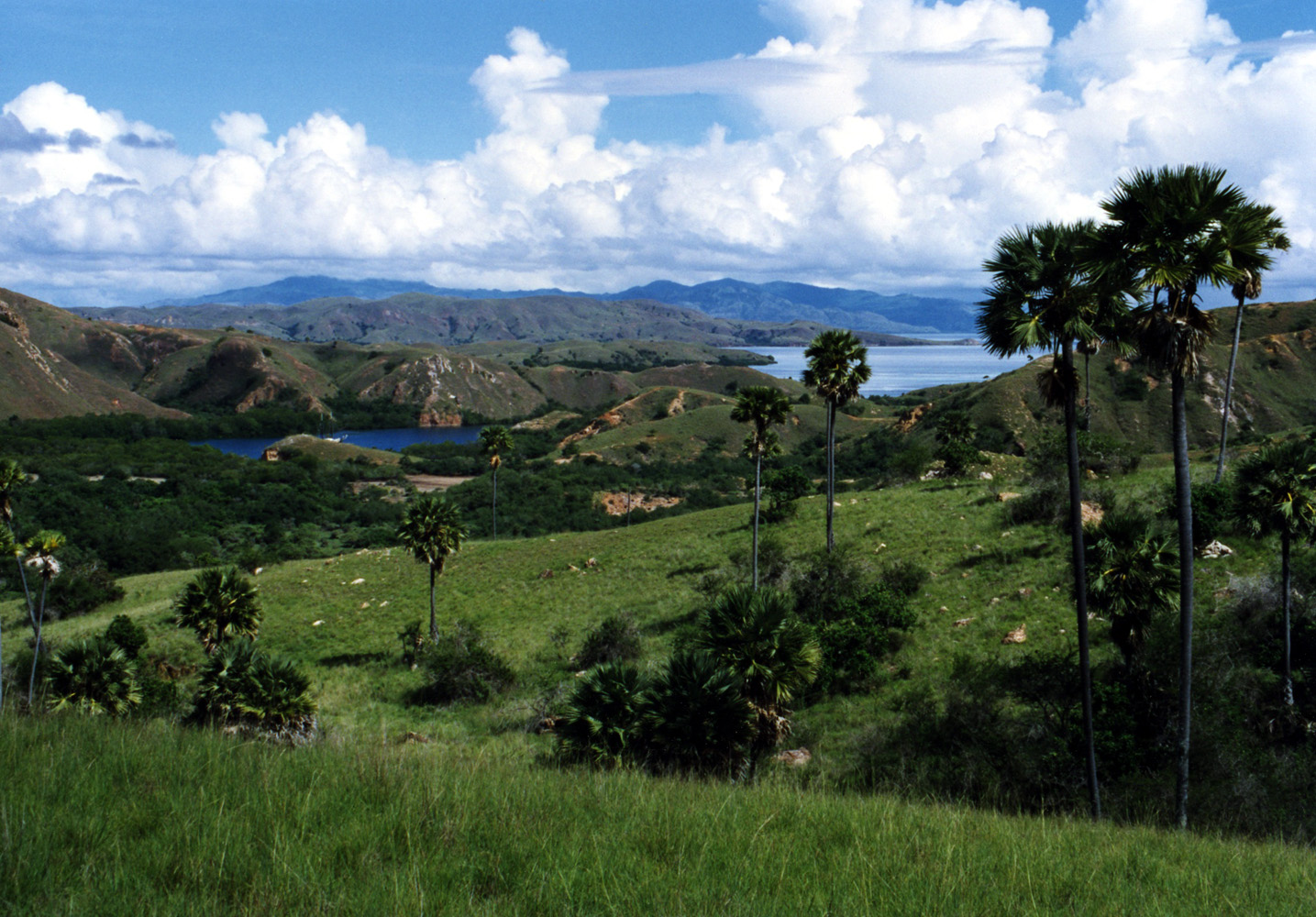
Vista de Rinca.